# Desa Semambung (administrativ by i Indonesien, lat -7,08, long 112,02)
Desa Semambung är en administrativ by i Indonesien.   Den ligger i provinsen Jawa Timur, i den västra delen av landet, 600 km öster om huvudstaden Jakarta.